# Alfredo Yabrán
Alfredo Yabrán (1er novembre 1944 - 20 mai 1998) est un homme d'affaires argentin influent et puissant, avec des liens étroits avec le président argentin de l'époque, Carlos Menem, et son administration.

## Biographie
Yabrán a entretenu le secret autour de sa vie privée. Après le meurtre du journaliste photographe José Luis Cabezas, alors qu'il est en pleine investigation sur Yabrán, ce dernier doit sortir en public et faire face aux soupçons de la société argentine.

### Suicide
En 1998, à un moment crucial de l'enquête, Yabrán est retrouvé mort dans une de ses maisons, une balle dans le visage, ce qui le rend presque méconnaissable.
Même si les expertises établissent que le corps est celui de Yabrán, beaucoup d'Argentins n'en sont pas sûrs. Des médias importants ont douté de la théorie du suicide, en se basant sur la longueur de l'arme qui a servi et celle des bras de l'homme d'affaires. L'enquête a continué et l'affaire tombe rapidement dans l'oubli, même si des témoignages visuels de Yabrán ont été abondants après sa mort, encore à ce jour, des personnes continuent à penser qu'il a fait croire à sa mort et qu'il vit toujours.